# Trachycarpus martianus
Die Trachycarpus martianus ist eine Pflanzenart aus der Gattung der Hanfpalmen (Trachycarpus) in der Familie der Palmengewächse (Arecaceae).

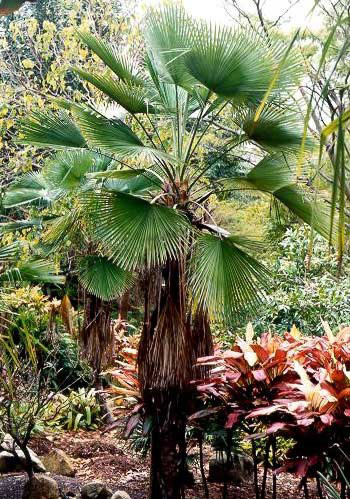
Trachycarpus martianus

## Geschichte
Die ersten Berichte über die Trachycarpus martianus finden sich in Nathaniel Wallichs Werk Plantae asiaticae rariores Band 3 Seite 5 aus dem Jahre 1831, wo ihr durch Wallich selbst der Name Chamaerops martiana zugewiesen wurde. Die umfangreiche Beschreibung darin stammt jedoch von Carl Friedrich Philipp von Martius, und Wallich hat lediglich einige Bemerkungen hinzugefügt. Die Art wurde 1861 durch Hermann Wendland in Bulletin de la Société Botanique de France Band 8 Seite 429 als Trachycarpus martianus (Wall.) H.Wendl. in die Gattung Trachycarpus gestellt. 1845 beschrieb der englische Botaniker William Griffith zudem noch die Chamaerops khasyana, welche aber gegen Ende des 19. Jahrhunderts mit der Trachycarpus martianus verschmolzen wurde, da es nur wenige Unterscheidungsmerkmale gibt. Die Äste der Blütenstände bei der Sippe Chamaerops khasyana sind ausgeprägter warzig-behaart, und die Blüten sind ein wenig länglicher, wobei die Staminodien ein wenig kleiner sind als bei den typischen Trachycarpus martianus. Es bestehen also kleine Unterschiede zwischen den Pflanzen aus Nepal und denen aus Assam, ohne dass man deswegen diese Pflanzen als zu spezifisch verschieden ansehen müsste. Bei Genanalysen konnten die beiden Formen aber immer unterschieden werden, wobei die ermittelten genetischen Distanzen aber sehr gering waren.

## Beschreibung
Trachycarpus martianus ist eine von den anderen Trachycarpus-Arten (Trachycarpus fortunei, Trachycarpus takil, Trachycarpus princeps, Trachycarpus oreophilus, Trachycarpus nanus, Trachycarpus geminisectus) sehr abweichende Art, und mit diesen nicht sehr nahe verwandt. Innerhalb der Gattung Trachycarpus bildet die Trachycarpus martianus eine eigene Gruppe schon wegen ihrer olivenförmigen Früchte, die an Früchte und Samen von Dattelpalmen-Arten (Phoenix) erinnern.
Ihre Samen sind auf einer Seite fast über die gesamte Länge tief gefurcht und ähneln einer Kaffeebohne. Die Samen und Früchte der anderen Trachycarpus-Arten sind dagegen mehr oder weniger stark nierenförmig und einseitig narbenförmig eingeschnürt. Das Endocarp der Frucht von Trachycarpus martianus besteht fast nur aus einer Schicht. Hat man erst die äußere Schicht entfernt, kann man bei vollständiger Reife sehr leicht erkennen, dass der Samen mit kreis- oder sternförmigen Schuppen bedeckt ist, welche sehr fest am Samen haften, und welche aus Ansammlungen skleroser Zellen gebildet werden, aus denen das Endocarp besteht. Weiterhin unterscheidet sich die Trachycarpus martianus durch ihre größere Anzahl von (60 und mehr) Blattsegmenten, welche die Blätter regelmäßig und halbkreisförmig bis etwa zur Mitte zerteilen, die nach dem Vertrocknen abgeworfen werden, wodurch ein großer Teil des Stammes beinahe nackt zurückbleibt.

### Habitus
Der Stamm ist schlank und erreicht eine Höhe von 15 bis 17 m, häufig aber weniger. Der Stamm ist aufrecht oder bisweilen auch gewunden. Der größte Teil des Stammes ist nackt, da die älteren Blätter vom Stamm fallen. Die ringförmigen Narben sind nicht sehr ausgeprägt. Er trägt eine halbkugelförmige Blätterkrone, unterhalb derer ein kurzes Stück des Stammes aber noch mit kurzen alten Blattbasen besetzt ist, welche an den Rändern in ein Netz aus Fasern übergehen, das diesen Teil des Stammes eng umspannt. Die ganz jungen Blattscheiden und jene an den jüngsten Trieben, die sich noch innerhalb des Apex befinden, sind lederartig, und haben sich noch in netzartige Fasern aufgeteilt. Sie sind mit wolligen Schuppen besetzt und gehen in der Öffnung der Blattscheide in eine breite, dreieckige Ligula (Blatthäutchen) über.
Der rückwärtige Teil der Blattscheide ist dick, verholzt und geht allmählich in den Petiolus (Blattstiel) über.

### Blätter
Die Blattstiele (Petiolen) sind grazil, und in etwa so lang wie die Blätter. Im Querschnitt sind sie fast dreieckig, wobei die Oberseite leicht ausgekehlt ist, und die Ränder sehr scharfkantig, aber fast glatt sind, zumindest in der Nähe der Hastula. sonst aber mit Zähnen besetzt, insbesondere in der Nähe der Blattbasen.
Die Petiolen messen etwa 2 cm im Durchmesser über die gesamte Länge hinweg von der Basis bis zur Hastula, welche unregelmäßig halbkreisförmig ist. Besser könnte man die Form der Hastula aber wohl mit dreieckig-herzförmig umschreiben.
Die adulten Blätter sind ¾ kreisförmig und messen etwa 60 bis 80 cm von der Hastula bis zur Spitze der mittleren Blattsegmente. Die Blätter werden durch die Segmente regelmäßig (mal mehr, mal weniger) bis etwa zur Blatthälfte geteilt.
Dies gilt zumindest für die mittleren der insgesamt ca. 60 Blattsegmente. Danach werden die Einschnitte in Blatt allmählich tiefer. Die Segmente sind grün und auf der Oberseite etwas matt, während die Unterseite mehr oder weniger stark blaugrünlich gefärbt ist.
Die mittleren und größten Segmente sind anfangs 30 bis 35 mm breit und verjüngen sich dann allmählich bis hin zu den leicht zwei gespaltenen Segmentspitzen. Die Segmente sind steif, bisweilen aber auch lederartig.
Die seitlichen Blattsegmente sind schmaler als die Mittleren und verjüngen sich auch stärker und schneller, und die ganz äußeren Segmente sind zudem auch viel kürzer als die anderen. Alle Segmente haben eine auf der Blattunterseite hervorstehende, kräftige Mittelrippe, welche manchmal auch ein wenig rau ist, oder kleine Ausbuchtungen hat, in denen insbesondere bei jungen Blättern viele silberne Schuppen eingelassen sind, die dann aber mit der Zeit abfallen. Auch die Ränder der Blattsegmente ganz junger Blätter sind mit denselben Schuppen bedeckt.
Die Primärnerven auf der Blattoberseite beginnen alle an der Petiolenspitze, sind aber nicht so kräftig wie jene auf der Unterseite, und enden halbkreisförmig jeweils alle in einer Schwiele in den Falten der einzelnen Blattsegmente.
Die Sekundärnerven sind sehr fein und dicht (Abstand ca. 0,5 mm untereinander) und sind auf beiden Blattseiten nahezu gleich gut sichtbar. Auf den Blattunterseiten sind sie mit kleinen, abfallenden Schuppen versehen, während die Sekundärnerven auf der Oberseite diese Schuppen nicht aufweisen.
Die Quervenen sind dünn, sehr dicht, und auf der Blattoberseite etwas besser erkennbar als auf der Unterseite.

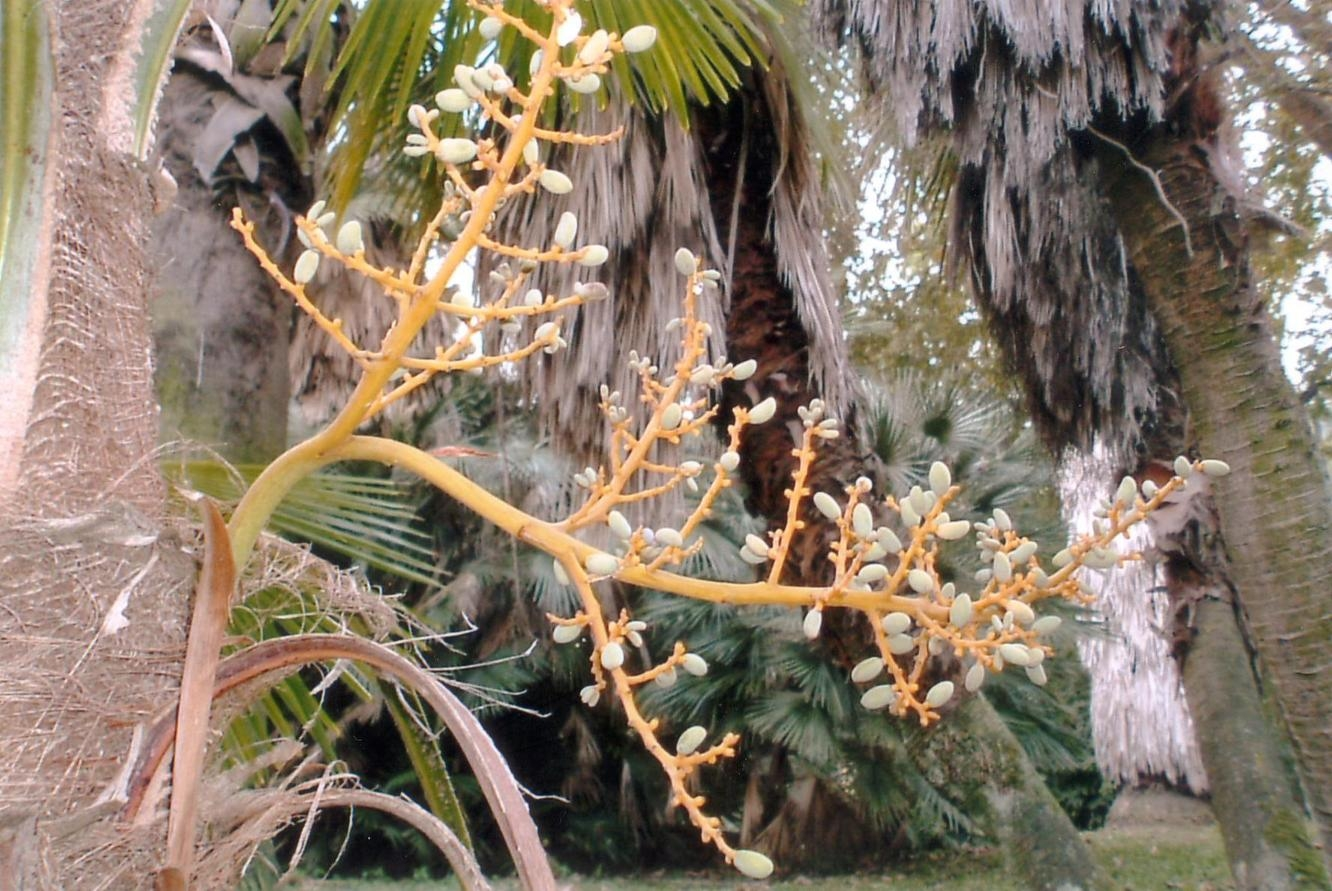
Stamm und Blütenstand von Trachycarpus martianus ‘Nepal’

### Blütenstände und Blüten
Trachycarpus martianus ist eine zweihäusig getrenntgeschlechtige (diözische) Palme.
Die männlichen und weiblichen Blütenstände sind mehr oder weniger identisch, rispenförmig, mit einigen wenigen Verzweigungen.
Die jungen Blütenkolben sind fest und steif. Die Hülle ist papierartig oder auch lederartig, und der Kolben hat die Form einer länglichen Tüte, oder die eines Eselohres.
Die Blütenkolben sind auf der Rückseite keilförmig und ca. 30 cm lang. Sie sind röhrenförmig im unteren Teil, verbreitern sich dann allmählich, um dann nach oben hin wieder spitz zuzulaufen. Im ausgetrockneten Zustand ist die Hülle zimtfarben, schließlich längsseits streifig-gerippt, wobei die Innenseite dunkler und glatter ist. Die oberen Blütenkolben sind kleiner als die unteren, primären Kolben, ansonsten aber gleich.
Die Primärverzweigungen (Teilblütenstände) bilden eine eiförmig-ährige Rispe mit zahlreichen Seitenästen (oder Blüten tragende Ähren), die alle kreisförmig um die Hauptachse angeordnet sind. Die Seitenäste verjüngen sich zur Spitze hin und sind mehr oder weniger stark mit feinen, weichen Härchen besetzt, zumindest im frühen Stadium der Blüte.
Die männlichen Blüten sind kugelförmig-dreieckig und mit 2,5 mm Durchmesser sehr klein (vor der Anthese (Vollblüte)).
Sie hängen einzeln oder manchmal auch zu zweien an winzigen Blütenstielen und sind mit einigen sich verjüngenden Brakteolen versehen.
Der Blütenkelch (Calyx) besteht aus drei Kelchblättern (Sepalen), die am Blütengrund eng zusammenstehen. Sie sind dreieckig, leicht kielförmig, und nach oben spitz zulaufend. Die Kronblätter (Petalen) sind breit-eiförmig, konkav, gerundet, an den Spitzen leicht nach innen gewölbt, und doppelt so lang wie die Sepalen.
Sechs gleichförmige Staubblätter, im Ganzen so lang wie die Blütenkrone. Die Staubfäden (Filamente) verjüngen sich nach oben und sind etwas kürzer als die Petalen.
Die Antheren sind breit und bestehen aus zwei fast vollständig getrennte Theken, die an der Spitze zusammenhängen und seitlich geöffnet sind.
Die rudimentären Fruchtblätter sind unbehaart, etwa halb so lang wie die Petalen, länglich und unten einseitig leicht verdickt, und gehen sich nach oben verjüngend in einen Griffel über.

Männliche Blüte der Trachycarpus martianus, Illustration

Teile der männlichen Blüte der Trachycarpus martianus, Illustration

Die weiblichen Blütenstände haben zwei bis vier Hauptverzweigungen und sind im Ganzen 60–90 cm lang, einschließlich des Stiels, der etwa 25–35 cm in der Länge und etwa 2 bis 3 cm breit und oval ist.
Die einzelnen Zweige oder Blütenäste bilden eine längliche Rispe von etwa 25–35 cm Länge mit unbehaarten Stielen von einigen Zentimetern Länge. Die Stiele haben eine annähernd zylindrische Form und verjüngen sich zu den Enden hin. Sie tragen wiederum viele kleine Seitenästchen, welche sich ebenfalls verjüngen und nach oben gebogen sind.
Die untersten Äste sind ca. 10 cm lang. Die darüber liegenden Äste werden allmählich immer kürzer, wobei die kürzesten Ästchen gerade noch ein paar cm lang sind. Sie sind leicht runzelig und während der Blüte uneben mit feinen Härchen bedeckt.
Danach sind sie dann glatt und unbehaart.
Die weiblichen Blüten sind kugelförmig-eiförmig und etwa 2,5 mm im Durchmesser.
Sie befinden sich meist allein stehend, oft aber zusammen mit einer zweiten jedoch verkümmerten Blüte, spiralförmig und ohne Stiel auf den Blütenästen. Sie sind hellgrün gefärbt und der Kelch (Calyx) ist praktisch vom Blütengrund an in 3 breite, eiförmige, unten fleischige, oben abgestumpfte oder spitze, und an den Rändern durchscheinende Kelchblätter unterteilt.
Die Kronblätter (Petalen) sind um ein Drittel länger als sie Kelchblätter (Sepalen), fleischig, konkav, sehr breit eiförmig und oben abgestumpft.
Die Staminodien sind ebenso lang wie die Petalen und die Antheren haben die Form einer Hellebarde.
Während der Blüte sind die Fruchtblätter so lang wie die Petalen, spindelförmig, einseitig verdickt und auf der Rückseite wollig-behaart, glatt und unbehaart auf der Innenseite. Nach oben hin gehen sie allmählich in das punktförmige Narbe über.

### Früchte und Samen
Die Früchte sind bei vollständiger Reife bläulich. Sie sind länglich-elliptisch, 10–12 mm lang und 7–8 mm breit. Die Früchte sind leicht abgeflacht und gleichmäßig an beiden Seiten gerundet. Das Epikarp ist dünn und membranartig und auch das Mesokarp ist sehr dünn. Das Endokarp (oder auch die innere Schicht des Mesokarps) haftet fest am Samen und besteht aus harten, kreis- bis sternförmigen schuppigen Zellen, die mit bloßem Auge erkennbar sind.
Die Samen sind konvex auf der Rückseite und haben eine tiefe Furche über fast die gesamte Länge der Vorderseite (wie eine Kaffeebohne). Die gelben, olivenförmigen Früchte werden von den Einheimischen verzehrt, obwohl sie nur wenig Fruchtfleisch haben und fade schmecken.

Samen von Trachycarpus martianus

Samen von Trachycarpus martianus 'Khasia Hills'. Zeichnung von William Griffith (1845)

### Chromosomenzahl
Die Chromosomenzahl beträgt 2n = 36.

## Verbreitung und Standort
Trachycarpus martianus wächst im zentralen und östlichen Himalaya, auf den Khasia Hills in Assam und im Norden Myanmars. Sie wurde ebenfalls in Nepal nachgewiesen. Wallich schrieb, dass sie in großer Anzahl in Nepal bei Bunipa vorkommt auf Höhenlagen von etwa 1500 Meter. Ebenfalls häufig ist sie auf den Hügeln von Khasia in Assam auf Höhenlagen von 1000 bis 1500 m zu finden.

## Nutzung
Über eine kommerzielle Nutzung dieser Palme durch die einheimische Bevölkerung ist wenig bekannt. Die gelben, olivenförmigen Früchte werden von den Einheimischen verzehrt, obwohl sie nur wenig Fruchtfleisch haben, und fade schmecken.

## Pflege in Mitteleuropa
Trachycarpus martianus kann in Mitteleuropa nicht ohne Schutzmaßnahmen ausgepflanzt werden. Ihre allgemeine Frostverträglichkeit liegt beträchtlich unterhalb der Verträglichkeiten, die von den Vertretern der reniformen Gruppe innerhalb des Genus bekannt sind.